# Lubine
Lubine è un comune francese di 244 abitanti situato nel dipartimento dei Vosgi nella regione del Grand Est.

## Storia

### Simboli
Lo stemma del comune di Lubine si blasona:
Le lettere L e le B stanno per "Lieu Bien".

## Società

### Evoluzione demografica
Abitanti censiti